# Bemiss (Géorgie)
 (avril 2025).
Bemiss est une census-designated place située dans le comté de Lowndes, dans l’État de Géorgie, aux États-Unis. Lors du recensement de 2020, elle comptait 8 999 habitants.